# Haus der Lüge
Haus der Lüge (с нем. — «Дом лжи») — пятый студийный альбом немецкой экспериментальной музыкальной группы Einstürzende Neubauten, изданный в 1989 году. В основу обложки лёг фрагмент гравюры немецкого художника Ханса Бальдунга «Эякулирующий жеребец, отвергнутый кобылой» 1534 года.

## Об альбоме
Haus der Lüge представляет собой отход от стиля тонкого сдержанного нойза, характерного творчеству Einstürzende Neubauten второй половины 1980-х. Рецензент Allmusic Нэд Раггет написал, что «Haus der Lüge длительностью чуть более получаса, максимально впечатляет. <…> Альбом полон воплей и криков, стремительных гитарных партий и декламационного вокала Баргельда, достигшего своей полной силы. <…> „Feurio!“ — один из сильнейших синглов группы, <…> не менее выразителен и титульный трек. <…> Последний альбом Einstürzende Neubauten 1980-х подводит итоги десятилетия на высокой ноте».

## Список композиций
Слова и музыка: Бликса Баргельд, Марк Чунг, Ф. М. Айнхайт, Александр Хаке, Н. У. Унру.
1. «Prolog» — 1:50
2. «Feurio!» — 6:02
3. «Ein Stuhl In Der Hölle» — 2:09
4. «Haus Der Lüge» — 4:00
5. «Epilog» — 0:28
6. «Fiat Lux» — 12:24

- «А) Fiat Lux»
- «B) Maifestspiele»
- «C) Hirnlego»

1. «Schwindel» — 3:58
2. «Der Kuss» — 3:37

Переиздание 1995 года / ремастер 2002 года
1. «Feurio! (remix)» — 4:47
2. «Partymucke» — 3:52
3. «Feurio! (Türen Offen)» — 4:47

## Участники записи
Einstürzende Neubauten
- Бликса Баргельд — вокал, гитара
- Александр Хаке — гитара, вокал
- Марк Чунг — бас-гитара, вокал
- Ф. М. Айнхайт — перкуссия, вокал
- Н. У. Унру — перкуссия, вокал

Приглашённые музыканты
- Рэймонд Уоттс — бэк-вокал («Prolog», «Haus Der Lüge»)
- Гарет Джонс — бэк-вокал («Ein Stuhl In Der Hölle», «Der Kuss»)